# Giuseppe Campori
Giuseppe Campori (Modena, 1821. január 17. – Modena, 1887. július 19.) márki, olasz író és történész.

## Pályája
1864-ben Modena város polgármestereként tevékenykedett, valamint a modenai tudományos, irodalmi és művészeti akadémia elnöke is volt. Raimondo Montecuccoli életével kapcsolatos kutatásokat folytatott.

## Művei
- Delle opere di pittori modenesi (1844-45)
- Gli artisti italiani e stranieri negli stati Estensi (1855)
- Della vita e delle avventure del Marchese Alessandro Malaspina (1868)
- Notizie per la vita di Lodovico Ariosto (1871)
- Lettere artistichi inedite (1866)
- Una vittima della storia (1866)
- Memorie biografiche degli scultori, architetti, pittori nativi di Carrara ecc. (1873)
- Centotre lettere inedite di Sommi Pontefici (1878)
- Carteggio Galileiano inedito (1881)
- Torquato Tasso e gli Estensi (1883)